# المتحف الوطني للفنون الحديثة في طوكيو

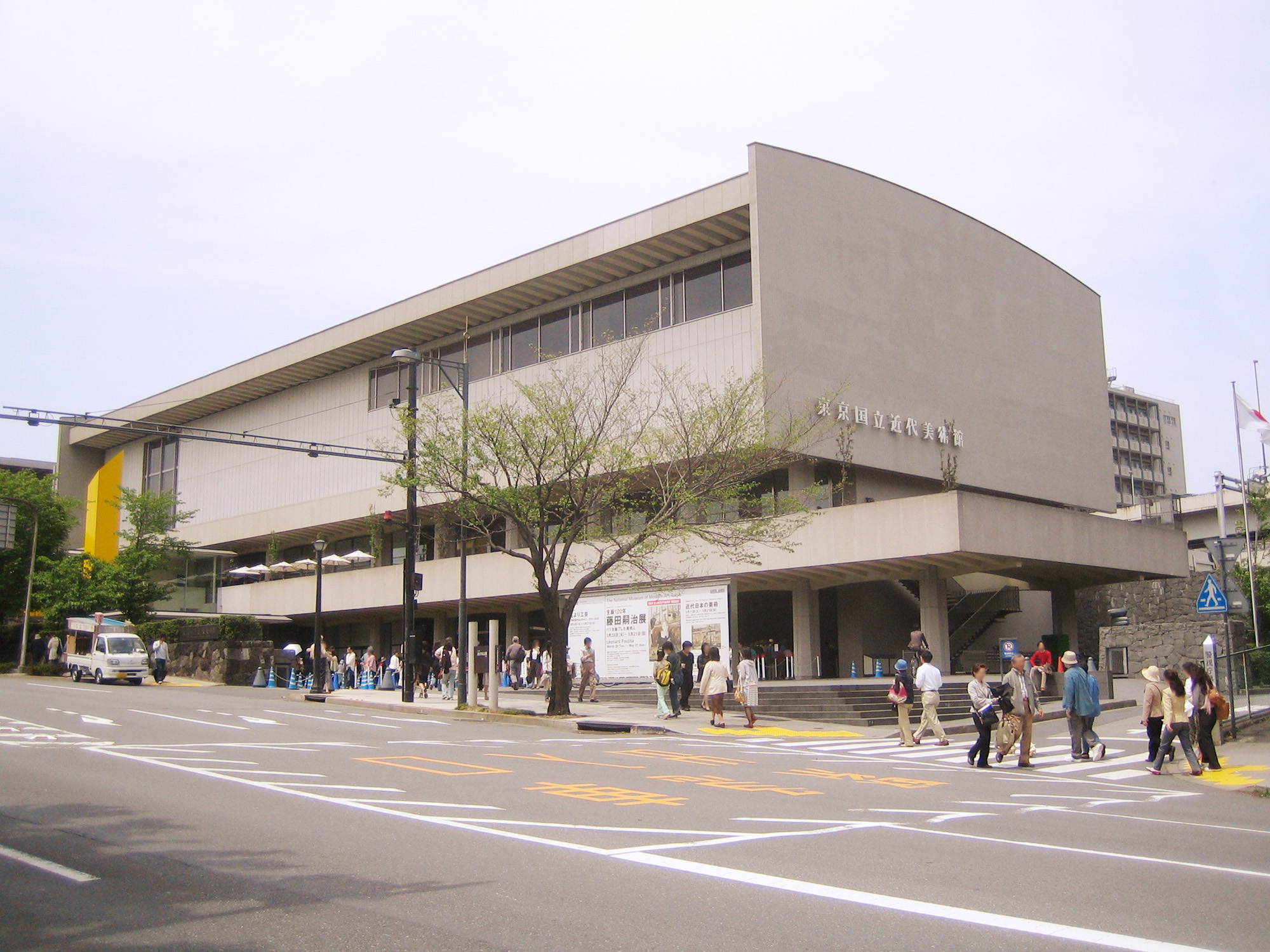
القاعة الرئيسية

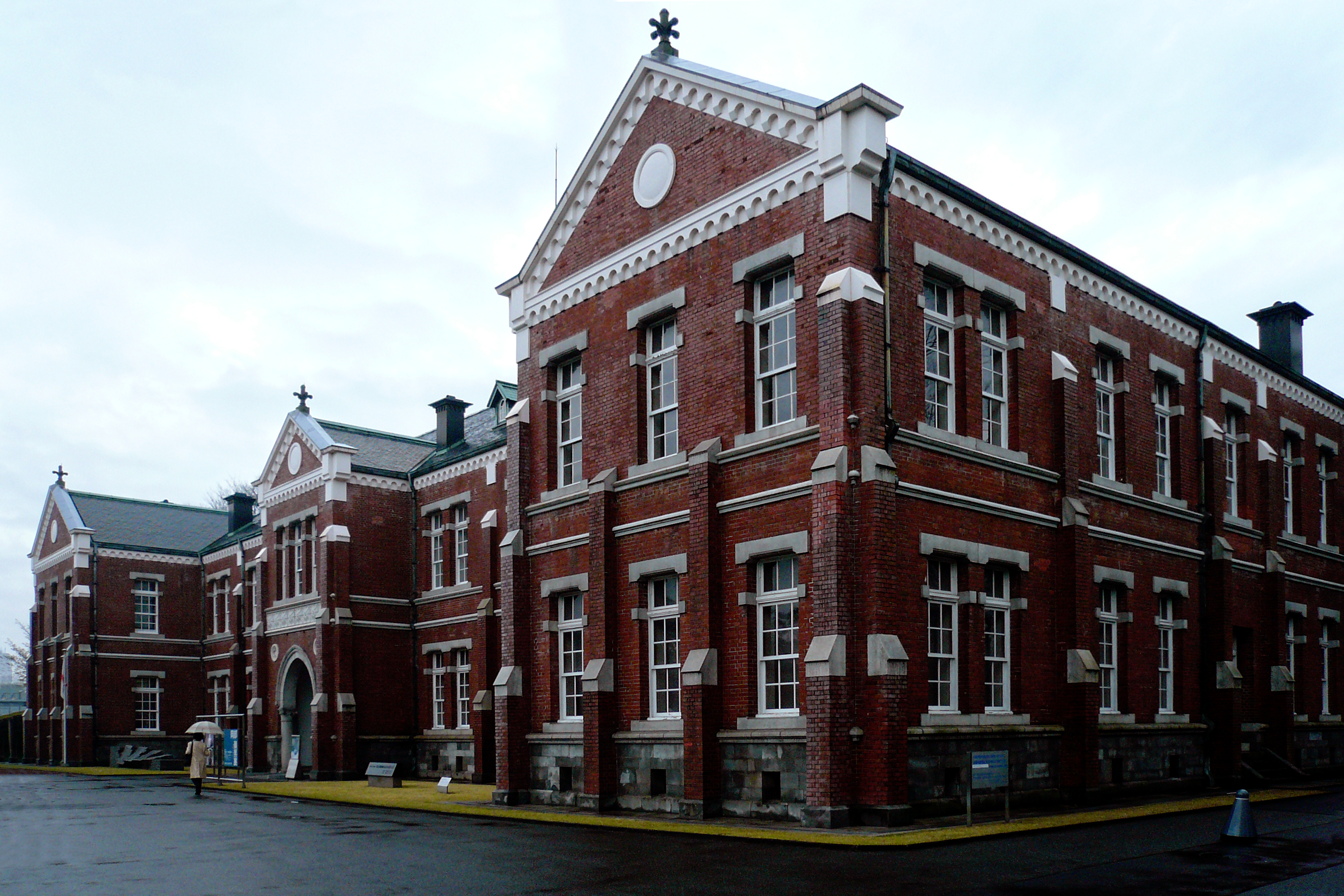
معرض الحرف

المتحف الوطني للفنون الحديثة في طوكيو (باليابانية: 东京国立近代美術馆tō)،هو أول متحف وطني في اليابان مخصص لجمع وعرض الفن الياباني الحديث. يقع المتحف في العاصمة اليابانية، طوكيو، ويُعرف اختصارًا باسم MOMAT
يُعد المتحف مركزاً مهما ًلعرض الأعمال الفنية اليابانية الحديثة والمعاصرة، حيث يضم مجموعة واسعة تشمل الطراز الغربي في القرن العشرين، إلى جانب روائع لفنانين يابانيين بارزين. بالإضافة إلى المعروضات الفنية، يحتوي المتحف على ممتلكات ثقافية مهمة، ويتيح لعشاق الفن فرصة الاستفادة من مكتبته الفنية المتخصصة، التي تضم مصادر بحثية غنية حول تاريخ الفن الحديث.

## التاريخ
يُعد المتحف الوطني للفنون الحديثة في طوكيو أول متحف وطني للفنون في اليابان. يعود تاريخ تأسيسه إلى عام 1952، حيث أُنشئ كمؤسسة تابعة لوزارة التعليم اليابانية بهدف الحفاظ على الأعمال الفنية الحديثة وعرضها للجمهور.
مع مرور الوقت، شهد المتحف توسعات عدة لتعزيز مساحته واستيعاب مجموعات فنية أكبر. لعب المهندس المعماري كونيو ماهاوا دورًا رئيسيًا في هذه التوسعة، حيث اتخذ قرارًا بشراء المباني المجاورة لزيادة مساحة المتحف. لاحقًا، تم إعادة تصميم المتحف من قبل يوشيرو تاني، والد المهندس يوشيو تانيال، الذي قام لاحقًا بتصميم التوسعة الخاصة بـ متحف الفن الحديث (MoMA) في نيويورك.

## المجموعات
يضم المتحف العديد من أعمال الفنانين اليابانيين البارزين منذ فترة ميجي، فضلاً عن عدد قليل من المطبوعات الغربية المعاصرة.
جمع ماتسوكاتا كوجيرو بصمات الخشب اليابانية التي كانت متناثرة في جميع أنحاء العالم وكان ذلك في السنوات الأولى من القرن العشرين. ويعتقد أن بصمات الخشب التي تم جمعها في الخارج كانت الأول من نوعه في اليابان، ويضم المتحف اليوم تقريبا 8,000 اوكيو-ه يطبع من الماتسوكاتا مجموعة في المتحف طوكيو الوطني.

## معرض كوجايكان للحرف اليدوية
معرض كوجايكان للحرف اليدوية هو معرض مخصص لعرض الحرف اليدوية، وقد تم افتتاحه في عام 1977 في المتحف. يضم المعرض مجموعة واسعة من الأعمال الحرفية مثل المنسوجات والسيراميك والورنيش وغيرها من أنواع الحرف اليابانية التقليدية، بالإضافة إلى مجموعة من الأعمال الحرفية والتصميمات التي تمثل ثقافات مختلفة من جميع أنحاء العالم، والتي تعود إلى أواخر القرن التاسع عشر.
يركز المعرض بشكل خاص على الحرف اليابانية التي تعد من الكنوز الوطنية الحية، مما يعكس التراث الثقافي الغني لليابان في هذا المجال. بالإضافة إلى ذلك، يحتفظ المعرض بمكتبة بحثية متخصصة تدعم الدراسات والبحوث المتعلقة بالحرف اليدوية.

## المركز الوطني للأفلام
المركز الوطني للأفلام (NFC) هو المؤسسة العامة الوحيدة المتخصصة في الأفلام في اليابان. يقع المقر الرئيسي للمركز في مبنى كيواشي، الذي تم إعادة بنائه بعد انتقال المتحف إلى حديقة كيتانومارو. يحتوي المركز على مجموعة ضخمة تضم حوالي 40,000 فيلم، بالإضافة إلى العديد من المواد ذات الصلة بالأفلام.
يُعرض في المركز الأفلام بشكل دائم على شاشة العرض الدائمة، كما ينظم المركز عروضًا خاصة في مسارحه. يُعد المركز عضوًا في الاتحاد الدولي لمحفوظات الأفلام، ويعمل على الحفاظ على العديد من الأعمال الهامة من تاريخ السينما اليابانية والعالمية. يشمل ذلك الأفلام المعترف بها كخصائص ثقافية هامة لليابان، مثل فيلم "موجيغاري".
من بين أهم الأعمال التي حافظ عليها المركز هو فيلم "ناماكورا-غاتانا" (1917)، الذي يُعتبر من أقدم أفلام الرسوم المتحركة اليابانية التي تم إنتاجها خصيصًا للسينما. تم ترميم هذا الفيلم الفريد، الذي يبلغ مدته دقيقتين، ونشره للمشاهدين لأول مرة في عام 2008.
كما قام المركز مؤخرًا باستعادة فيلم "ناماكورا-غاتانا"، الذي يُعتبر أقدم مثال لفيلم رسوم متحركة ياباني تم إنتاجه خصيصًا للسينما. هذا العمل من إنتاج جويشي كوتشي، الذي يُعتبر أحد مؤسسي صناعة الأفلام اليابانية للرسوم المتحركة. تم اكتشاف بصمة نادرة لهذا الفيلم في سوق قديمة في أوساكا. يروي الفيلم قصة محارب ساموراي تم خداعه لشراء سيف ذو حدين، ويظهر في الفيلم محاولاته لاختبار السيف من خلال مهاجمة المارة، لكن الطبقة الدنيا من السكان تقوم بقتاله.
على الرغم من أن الوضع النهائي للفيلم لا يزال غير مؤكد، فقد قام المركز الوطني للأفلام بعرضه على الجمهور في أبريل 2008. بفضل جهود المركز في استعادة هذا الفيلم، أصبح مثالًا على التقدم الذي تحقق في مجال استعادة الأفلام على مدار العقود الأخيرة.
تشمل مجموعات المركز الوطني للأفلام العديد من الأفلام الشهيرة التي تعتبر من أبرز الأعمال في تاريخ السينما اليابانية والعالمية. من بين هذه الأفلام أكيرا كوروساوا في فيلمه الشهير "راشومون"، وياسوجيرو أوزو في "قصة طوكيو"، وكينجي ميزوجوتشي في "أوساكا". كما يضم المركز أفلامًا ذات تأثير ثقافي كبير مثل غودزيلا، وراشومون، وقصة طوكيو، وحياة أوهارو. بالإضافة إلى هذه الأفلام، يحتوي المركز على مجموعة من الصور الفوتوغرافية، وكاميرات السينما، وأدوات صناعة الأفلام، وكذلك آثار الممثلين والممثلات مثل كينيو تاناكا.

### الموقع
يقع المقر الرئيسي للمركز الوطني للأفلام في طوكيو، وتحديدًا في مبنى كيوباشي الذي يبعد دقيقة واحدة سيرًا على الأقدام من محطة كيوباشي (المحطة G-10) على خط جينزا لمترو طوكيو. كما يقع على بُعد دقيقة واحدة سيرًا على الأقدام من محطة تاكاراشو (المحطة A-12) على خط توب أسكوسا.
أما فرع المركز الوطني للأفلام فيقع في مدينة ساغاميهارا في محافظة كاناغاوا المجاورة.

## الاتحاد كتالوج
تالوج الاتحاد هو كتالوج موحد للمجموعات الفنية التي تحتفظ بها المتاحف الفنية الوطنية في اليابان. يضم هذا الكتالوج المواد التي تحتفظ بها المتاحف الفنية الوطنية الأربعة في اليابان، وهي:
- المتحف الوطني للفنون الحديثة في كيوتو (موماك)
- المتحف الوطني للفنون الحديثة في طوكيو
- المتحف الوطني للفنون في أوساكا (نماو)
- المتحف الوطني للفنون الغربية

حالياً، يتم إنشاء النسخة الإلكترونية من كتالوج الاتحاد، ويتم عرض الأعمال المتاحة بشكل تدريجي. في الوقت الحالي، لا تتوفر جميع الأعمال في النسخة الإلكترونية، حيث يتم إدراج المواد المحددة فقط.

## وصلات خارجية
- الموقع الرسمي (الإنجليزية)